# Hato-Luli
Hato-Luli (Hatululi) ist eine osttimoresische Aldeia im Suco Maubisse (Verwaltungsamt Maubisse, Gemeinde Ainaro). 2015 lebten in der Aldeia 404 Menschen.

## Geographie und Einrichtungen
Hato-Luli liegt im Süden des Sucos Maubisse. Nördlich befinden sich die Aldeias Lequi-Tei und Teli-Tuco, nordwestlich die Aldeia Goulala und westlich die Aldeia Cano-Rema. Im Süden grenzt Hato-Luli an die Sucos Horai-Quic und Aituto. Der Fluss Colihuno, ein Nebenfluss des Carauluns, fließt entlang der Grenze zu den Nachbar-Sucos.
Die Überlandstraße von der Stadt Maubisse nach Ainaro führt durch die Mitte von Hato-Luli. An ihr befindet sich auch das Dorf Hato-Luli, mit dem Sitz der Aldeia.